# راه‌پیمایی مرگ (هولوکاست)

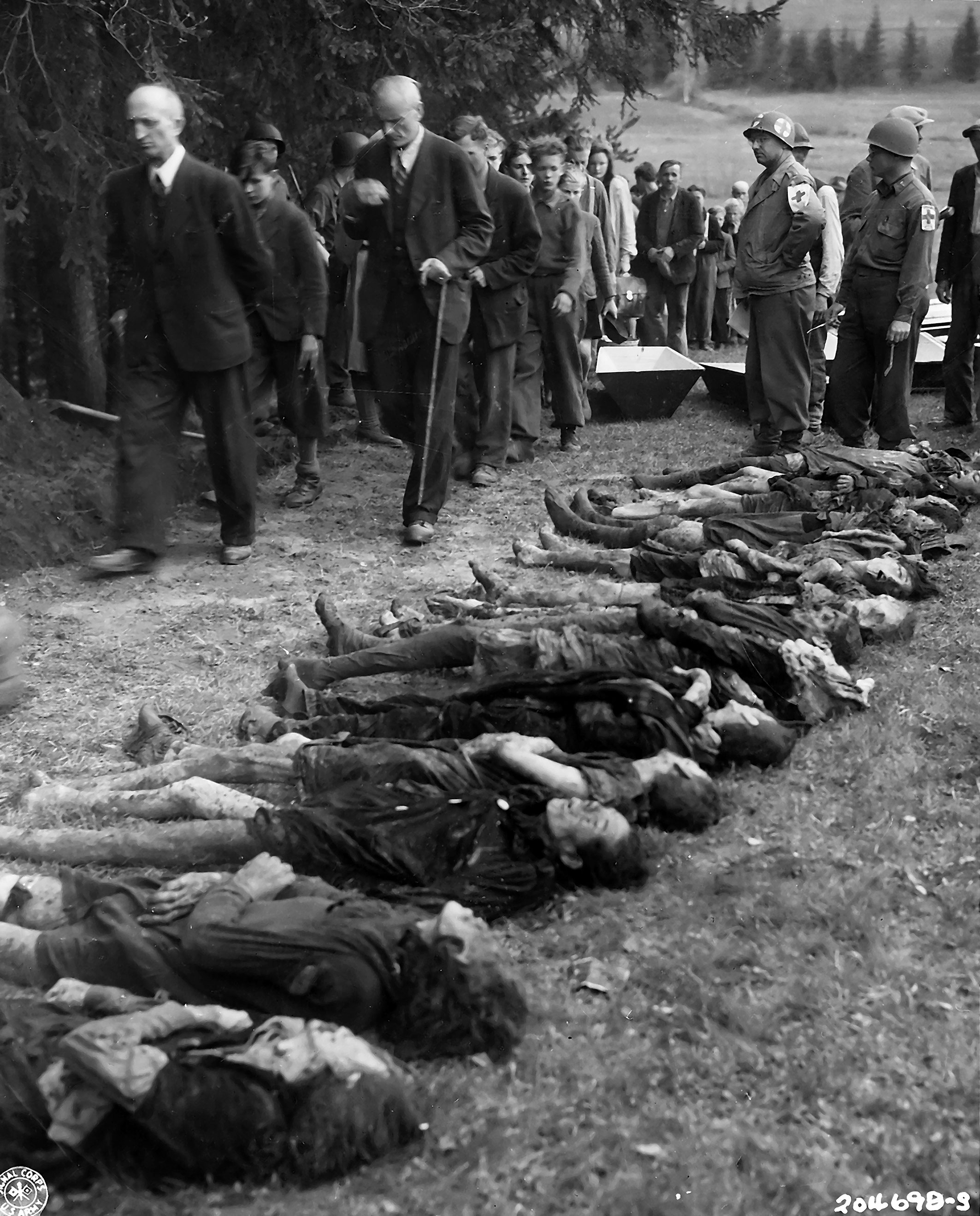
۱۱ مه ۱۹۴۵: شهروندان عادی آلمانی برای دیدن اجساد ۳۰ زن یهودی که در طی یک راه‌پیمایی مرگ توسط نیروهای اس‌اس از گرسنگی کشته شده بودند، توسط متفقین به اجبار به صف کشیده شده‌اند. این اجساد که در گوری کم‌عمق در چکسلواکی به خاک سپرده شده بودند توسط غیرنظامیان آلمانی و تحت نظر پزشکان لشکر پیاده‌نظام ۵ام ارتش ایالات متحده از خاک بیرون آورده و سپس در تابوت‌هایی قرار داده شده و در گورستانی در وولاری دوباره به خاک سپرده شدند.

راه‌پیمایی مرگ (به آلمانی: Todesmärsche) به جابجایی اجباری زندانیان توسط آلمان نازی در اواخر جنگ جهانی دوم و در جریان هولوکاست گفته می‌شود. این راه‌پیمایی‌ها اغلب در میان تابستان/پاییز سال ۱۹۴۴ و مه ۱۹۴۵ پدید آمدند و در آن‌ها هزاران زندانی، اغلب یهودی، از اردوگاه‌های کار اجباری آلمان نزدیک به جبهه شرقی به اردوگاه‌هایی درون خاک آلمان به دور از نیروهای متفق آورده شدند. هدف این راه‌پیمایی‌ها این بود که آلمانی‌ها بتوانند همچنان از نیروی کار بردگان استفاده کنند، همچنین شواهد مربوط به جنایت علیه بشریت را زدوده، و از این زندانیان برای دادوستد احتمالی با نیروهای متفق بهره گیرند.
زندانیان که خود از ماه‌ها یا سال‌ها بدرفتاری و گرسنگی ضعیف شده بودند، به اجبار هزاران کیلومتر راه را در سرما و برف تا ایستگاه‌های قطار طی می‌کردند؛ سپس در سفرهایی که گاه روزها در واگن قطار بدون غذا و سرپناه طی می‌شد، به مکان‌های اسکان جدید فرستاده می‌شدند؛ و پس از پیاده شدن از قطار نیز می‌بایست مسافت‌های طولانی را تا اردوگاه جدید خود بپیمایند. به آنانی که از دیگر افراد درون گروه عقب یا به روی زمین می‌افتادند شلیک می‌شد.
بزرگترین این راه‌پیمایی‌ها در ژانویه ۱۹۴۵ صوت گرفت؛ نه روز پیش از آنکه ارتش سرخ به اردوگاه آشویتس برسد، آلمانی‌ها ۵۶٬۰۰۰ زندانی اردوگاه را به سوی ایستگاه قطاری در ووجسواف شلانسکی، ۵۶ کیلومتر دورتر، فرستادند تا از آنجا سوار قطار شده و به دیگر اردوگاه‌ها منتقل شوند. از میان ایشان ۱۵٬۰۰۰ تن جان سالم به در نبردند.
با اینکه راهپیمایی‌های مرگ بیشتر از دوره انحلال اردوگاه‌های کار اجباری در اواخر جنگ جهانی دوم شناخته شده‌اند، اما این پدیده در طول تمام سال‌های جنگ نسبتاً رایج بود.

## راهپیمایی‌های مرگ در آغاز جنگ ۱۹۴۳–۱۹۳۹
اولین راهپیمایی مرگ در ۱ دسامبر ۱۹۳۹ از شهر خلم، لهستان آغاز شد. در این راهپیمایی مرگ حدود دو هزار مرد یهودی از خلم و حدود دو هزار مرد یهودی از خروبیشوو شرکت داشتند. بیشتر آن‌ها به قتل رسیدند.
راهپیمایی مرگ دیگری توسط اس‌اس در ژانویه ۱۹۴۰ در لهستان اشغالی سازماندهی شد. در اردوگاه اسیران جنگی لیپووا (Lipowa) در لوبلین، اسیران ارتش لهستان که در زمان تهاجم آلمان به لهستان اسیر شده بودند، نگهداری می‌شدند. در روز یکشنبه، ۱۴ ژانویه، حدود ۸۰۰ اسیر جنگی یهودی از سایر اسیران جدا شدند و طی چند روز با همراهی یک گروه سواره اس‌اس به بیاوا پودلاسکا، به مسافت حدود ۱۰۰ کیلومتر، راهپیمایی کردند. در طول مسیر صدها نفر از اسیران به قتل رسیدند و در پایان، تعداد کمی از اسیران که در روز آخر به بیالا پودلاسکا رسیدند، زنده ماندند.
در ژوئن ۱۹۴۱، تهاجم آلمان به اتحاد جماهیر شوروی (عملیات بارباروسا) آغاز شد و صدها هزار اسیر جنگی شوروی توسط آلمانی‌ها در سراسر مناطق اشغالی منتقل شدند، در حالی که بسیاری از آن‌ها در راه‌ها یا در دره‌های قتل‌عام به قتل رسیدند. در ماه‌های ژوئیه-اوت، ده‌ها هزار یهودی از بیسارابیا و بوکوفینا در راهپیمایی‌های مرگ به ترانس‌نیستریا منتقل شدند، هزاران نفر از آن‌ها توسط آلمانی‌ها و همدستان رومانیایی در راه به قتل رسیدند.
با انحلال گتوها در اروپای شرقی (۱۹۴۲-۱۹۴۳)، ده‌ها راهپیمایی مرگ برگزار شد که در آن‌ها یهودیان از گتوهای کوچک به گتوهای بزرگ‌تر یا به نقاط جمع‌آوری در راه اردوگاه‌های مرگ منتقل شدند. بسیاری از آن‌ها توسط سربازان آلمانی و همدستان محلی به قتل رسیدند.

## راهپیمایی‌های مرگ در آوریل-دسامبر ۱۹۴۴
در بهار و تابستان ۱۹۴۴، هنگامی که در شرق حمله بزرگ ارتش سرخ (حمله روسیه) در جریان بود و در غرب فرود بزرگ متفقین انجام می‌شد، آلمانی‌ها اقدام به تخلیه اردوگاه‌های تمرکز و مرگ که در خطر سقوط به دست ارتش سرخ بودند، کردند. در مرحله اول، اردوگاه‌ها در لهستان و کشورهای بالتیک تخلیه شدند، به طوری که تخلیه عمدتاً توسط قطارها یا کشتی‌ها (در تخلیه اردوگاه کار اجباری کایزروالد) انجام شد، اما بخشی از زندانیان از اردوگاه‌ها به صورت پیاده تخلیه شدند. مدت کوتاهی پس از آن، موج عظیمی از راهپیمایی‌های مرگ در سراسر مناطق اشغالی آلمان آغاز شد.
اولین اردوگاه مرگ که تخلیه شد، مایدانک بود. تخلیه در ۱ آوریل ۱۹۴۴ آغاز شد و به طور مداوم تا آزادسازی آن در ۲۲ ژوئیه توسط ارتش سرخ ادامه یافت. هزاران زندانی به اردوگاه‌های آشویتس، اشتوتهوف، بوخن‌والت، گروس-روزن، زاکسن‌هاوزن و اردوگاه‌های کوچک دیگر در غرب لهستان تخلیه شدند. آخرین تخلیه‌شدگان، حدود ۱،۰۰۰ زندانی، چند ساعت قبل از ورود ارتش سرخ از اردوگاه به صورت پیاده تخلیه شدند. بیشتر آنها در طول راهپیمایی و در پایان آن کشته شدند و از ۱،۰۰۰ نفری که راهپیمایی را آغاز کردند، ۴۵۱ نفر به آشویتس رسیدند. به دلیل عقب‌نشینی شتاب‌زده، آلمانی‌ها نتوانستند بیشتر اسناد اردوگاه و تأسیسات نابودی که در آن فعال بودند را نابود کنند. در روز آزادسازی، حدود ۲،۵۰۰ زندانی در مایدانک بودند - گواهی زنده‌ای بر وحشت‌هایی که در طول سال‌های وجود اردوگاه رخ داده بود.
در ۲۸ ژوئیه ۱۹۴۴، اردوگاهی که بر روی خرابه‌های گتوی ورشو تأسیس شده بود (وابسته به شبکه اردوگاه‌های مایدانک و شامل زندانیان یهودی عمدتاً از یونان و مجارستان بود) تخلیه شد و ۳،۶۰۰ نفر از ۴،۴۰۰ زندانی آن به سمت کوتنو (Kutno)، به فاصله ۱۳۰ کیلومتر، راهپیمایی کردند. آلمانی‌ها در طول مسیر به زندانیان غذا ندادند و حتی اجازه ندادند که برای نوشیدن آب توقف کنند. هر کسی که توانایی ادامه راهپیمایی را نداشت و از دیگران عقب می‌ماند، توسط آلمانی‌ها تیراندازی می‌شد. حدود ۱،۰۰۰ زندانی در طول راهپیمایی به کوتنو کشته شدند. با رسیدن به کوتنو، زندانیان به واگن‌های باری بارگیری شدند، حدود ۹۰ نفر در هر واگن. صدها نفر از زندانیان در طول سفر مردند و در ۹ اوت ۱۹۴۴، کمتر از ۲،۰۰۰ زندانی از کسانی که راهپیمایی را آغاز کرده بودند، به اردوگاه تمرکز داخائو رسیدند.
در سپتامبر ۱۹۴۴، ۴،۰۰۰ زندانی یهودی از اردوگاه بور در یوگسلاوی خارج شدند و به مدت هشت روز تقریباً بدون غذا به بلگراد و از آنجا به مجارستان راهپیمایی کردند. بیشتر زندانیان در طول راهپیمایی کشته شدند و تنها چند صد نفر به مجارستان رسیدند، جایی که به قطاری که آنها را به اردوگاه تمرکز اورانینبورگ می‌برد، سوار شدند. در میان کشته‌شدگان این راهپیمایی، شاعر یهودی-مجارستانی میکلوش رادنوتی نیز بود و پس از جنگ، جسد او در یک گور دسته‌جمعی از قربانیان راهپیمایی پیدا شد و در جیب‌هایش آخرین اشعارش که در همان راهپیمایی نوشته بود، پیدا شد. یکی از اشعار او نیز شعر «راهپیمایی شتاب‌زده» بود که توسط موشه گانن به عبری ترجمه شده است.
در ۸ نوامبر ۱۹۴۴، یکی از بزرگترین راهپیمایی‌های مرگ که جنگ به خود دیده بود، در بوداپست آغاز شد. حدود ۸۰،۰۰۰ یهودی به سمت غرب به سمت مرز مجارستان-اتریش راهپیمایی کردند، در حالی که نگهبانان، عمدتاً ژاندارم‌ها و اعضای صلیب پیکان مجارستانی، آنها را همراهی می‌کردند. هزاران یهودی در این راهپیمایی به ضرب گلوله کشته شدند و هزاران نفر دیگر به دلیل گرسنگی، سرما و بیماری‌هایی که به آنها حمله کردند، مردند. با این حال، هزاران یهودی به لطف فعالیت‌های پرشور دیپلمات‌های خارجی (رائول والنبرگ سوئدی، کارل لوتز سوئیسی و دیگران) که یهودیان را از صفوف راهپیمایان خارج کردند، به آنها مدارک حمایتی دادند و آنها را به بوداپست بازگرداندند، نجات یافتند. از مرز اتریش، کاروان‌ها تحت همراهی اس. اس. به کارخانه‌های صنعتی به عنوان کارگران اجباری و به اردوگاه‌های تمرکز مختلف (بیشتر به داخائو و ماوتهاوزن) منتقل شدند.
در طول ماه‌های آخر سال ۱۹۴۴، ده‌ها اردوگاه کوچک تخلیه شدند و ساکنان آنها به اردوگاه‌های مرکزی در همان منطقه منتقل شدند. در چارچوب همان تخلیه اردوگاه‌ها و با توجه به پیشروی روس‌ها در شرق، در دسامبر همان سال، حدود ۲۰۰ زن یهودی نیز از اردوگاه فرعی اشتاینورت به اردوگاه فرعی زنان پروشچ-گدانسکی تخلیه شدند. مینا لویپگرابن در مورد آن تخلیه گفت:
«ما شروع به پیاده روی کردیم، انتهای سال ۱۹۴۴ بود، زمستان و برف و سرما. ما فقط لباس های تابستانی پاره و تکه پاره بدون جوراب و با کفش های پاره پوشیده بودیم... در راه، یک جفت کفش چوبی را که از یک قافله دیگر باقی مانده بود پیدا کردم. لباس هایی هم در این مسیر پراکنده بود اما به آنها دست نزدیم. فقط کفش ها را برداشتیم. تمام مسیر پر از کشته ها، خون، لباس های پراکنده بود... شب ها ما را در انباری می بردند. اصلاً به ما غذا نمی دادند.»

## راهپیمایی‌های مرگ در سال ۱۹۴۵

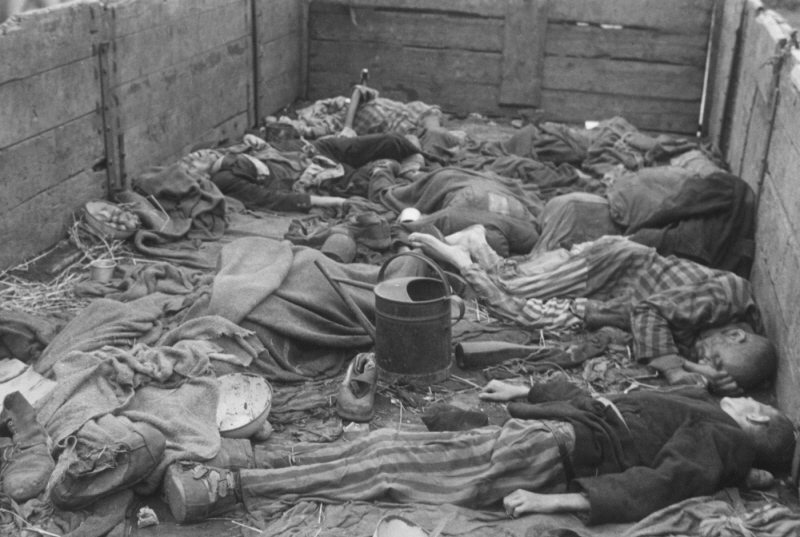
قربانیان راهپیمایی مرگ (از طریق قطار) از بوخنوالد به داخائو، ۲۹ آوریل ۱۹۴۵

در اوایل ژانویه ۱۹۴۵، در اردوگاه‌های کار اجباری در آلمان و لهستان بیش از ۷۰۰،۰۰۰ زندانی (اکثراً مرد) حضور داشتند. اسوالد پوهل، که ریاست اداره اصلی اقتصادی و اجرایی اس‌اس را بر عهده داشت، در محاکمه خود تخمین زد که حدود یک چهارم میلیون از این زندانیان در صنایع تسلیحاتی مشغول به کار بودند و تعداد مشابهی از زندانیان در بازسازی زیرساخت‌ها (که به شدت در اثر بمباران‌های متفقین آسیب دیده بودند) و کار در داخل اردوگاه‌ها مشغول بودند. فرآیند تخلیه اردوگاه‌ها در دو مرحله انجام شد:
- ژانویه-فوریه ۱۹۴۵ - تخلیه اردوگاه‌های کار اجباری بزرگ در شرق (آشویتس، اشتوتهوف و گروس-روزن).
- آوریل-مه ۱۹۴۵ - تخلیه اردوگاه‌های کار اجباری در آلمان و اتریش

در ۱۲ ژانویه، نیروهای روسی حمله نهایی خود به آلمان را آغاز کردند و چند روز بعد تخلیه سایر اردوگاه‌های کار اجباری که هنوز در لهستان باقی مانده بودند، آغاز شد.

### تخلیه شبکه اردوگاه‌های آشویتس-بیرکناو
تخلیه اردوگاه آشویتس اولین تخلیه در سری تخلیه‌های پایان جنگ بود. انتقال زندانیان از آشویتس چند ماه قبل از تخلیه آن در ژانویه ۱۹۴۵ آغاز شد، از اوت ۱۹۴۴ حدود ۷۰،۰۰۰ نفر از زندانیان آشویتس در ۱۳۰ ترانسپورت تخلیه شدند و در اردوگاه‌های کار اجباری مختلف در آلمان پراکنده شدند. با افزایش فشار در جبهه شرقی و ادامه فتوحات ارتش سرخ، زندانیان نیز به اردوگاه کار اجباری گروس-روزن منتقل شدند که به ایستگاه انتقال مرکزی برای هزاران زندانی قبل از ادامه مسیرشان به عمق آلمان تبدیل شد.
در ۱۸ ژانویه ۱۹۴۵، چند روز پس از آغاز حمله ارتش سرخ، تخلیه سریع حدود ۶۶،۰۰۰ زندانی (اکثریت قریب به اتفاق یهودیان) از آشویتس و اردوگاه‌های وابسته به آن آغاز شد. تخلیه زندانیان در هرج و مرج کامل انجام شد و بسیاری از زندانیان توانستند از این فرصت استفاده کرده و در مناطق خالی اردوگاه پنهان شوند تا به کاروان‌های خروجی نپیوندند. با این حال، اکثر زندانیان ترجیح دادند از اردوگاه تخلیه شوند و منتظر ورود ارتش سرخ نمانند.
زندانیان در یک راهپیمایی سریع به ووجسواف هدایت شدند و از آنجا با قطارهای باری به اردوگاه‌های مختلف (گروس-روزن، بوخن‌والد، داخائو و ماوتهاوزن) منتقل شدند. بیش از ‍۱۵،۰۰۰ زندانی در همان راهپیمایی کشته و به قتل رسیدند.
تخلیه شبکه اردوگاه‌های آشویتس-بیرکناو تا هفته آخر ژانویه ۱۹۴۵ ادامه داشت. پس از تخلیه اردوگاه‌های اصلی (آشویتس، بیرکناو و آشویتس-مونوویتز)، تخلیه زیر اردوگاه‌های متعدد آشویتس که در سراسر سیلزیای علیا پراکنده بودند، ادامه یافت. در برخی موارد، در محل‌های کار کوچک که فقط چند ده زندانی داشتند، کارکنان آلمانی فرار کردند و زندانیان را به حال خود رها کردند. در یکی از واحدهای خارجی شبکه اردوگاه‌ها، گروهی از حدود ۱۰۰ زندانی به حال خود رها شدند، اما بدشانسی آنها این بود که گروهی از اعضای اس‌اس که در حال فرار به سمت غرب بودند، با آنها برخورد کردند و همه آنها را به قتل رساندند.
پس از تخلیه، حدود ۲،۰۰۰ زندانی در آشویتس باقی ماندند (اکثراً بیمارانی که نمی‌توانستند با کاروان‌ها خارج شوند) که به طرز شگفت‌آوری توسط آلمانی‌ها کشته نشدند، با وجود اینکه این زندانیان اولین کسانی بودند که به محققان ارتش سرخ گواهی دادند که در اردوگاه چه اتفاقی افتاده است. یکی از بیماران باقی‌مانده در اردوگاه، پریمو لوی بود که هفته سختی را که بر آنها گذشت تا رسیدن روس‌ها توصیف کرد: 
«اردوگاهی که تازه جان سپرده بود، در مراحل پیشرفته ای از فروپاشی به نظر می رسید. نه آب، نه برق. پنجره ها و درهایی که از جای کنده شده بودند و در اهتزاز و صدای ترق تروق بودند... ابرهای خاکستر از سوزاندن اجساد تا دوردست ها و ارتفاعات آسمان کشیده شده بودند. به آنچه بمباران موجب شده بود، اعمال انسان ها نیز اضافه شد: اسکلت هایی که از ضعف جان می کشیدند - بیماران همچنان قادر به راه رفتن - مانند ارتشی از کرم ها روی زمینی که از سرما سخت شده بود، می غلتیدند. آنها بساط خالی اتاق ها را به دنبال غذا و هیزم بهم ریختند...»
در ۲۷ ژانویه ۱۹۴۵، ارتش سرخ آشویتس را آزاد کرد.

### از اردوگاه کار اجباری اشتوتهوف - ژانویه ۱۹۴۵
پیشروی روس‌ها در شرق همچنان تأثیر خود را می‌گذاشت و در ۲۲ ژانویه ۱۹۴۵، فرمانده اردوگاه کار اجباری اشتوتهوف، پاول ورنر هوپه، دستوری شامل دستورالعمل‌های دقیق برای تخلیه اردوگاه صادر کرد. طبق دستور، تخلیه قرار بود در ۲۵ ژانویه ساعت ۰۶:۰۰ آغاز شود. همچنین گفته شد که بیماران که قادر به تخلیه خود نیستند در اردوگاه باقی خواهند ماند. دستور همچنین مسیر تخلیه را که به سمت غرب، به سمت شهر لمبورک (Lebork) تعیین شده بود، مشخص می‌کرد. در دستور اطلاعات دیگری نیز آورده شده بود، مانند تعداد کاروان‌های زندانیان که اردوگاه را ترک می‌کردند، تعداد نگهبانان همراه و روش‌های تأمین تجهیزات. دستور همچنین روش برخورد با اجساد زندانیانی که در طول راهپیمایی می‌میرند را توضیح می‌داد - باید آنها را به صورت متمرکز دفن کرده و به فرمانده تخلیه، مایر، گزارش دهند.
در ۲۵ ژانویه ۱۹۴۵، ساعت ۰۴:۰۰ بامداد، زندانیان به میدان تجمع آورده شدند و طبق دستور منظم به خارج از اردوگاه در کاروان‌هایی که بر اساس بلوک‌هایی که در زمان اقامتشان در اردوگاه در آن‌ها بودند، تقسیم شده بودند، هدایت شدند. هر زندانی قبل از خروج ۵۰۰ گرم نان و ۱۲۰ گرم مارگارین دریافت کرد.
برنامه‌ریزی دقیق پیشین برای تسهیل پیچیدگی‌های لجستیکی مربوط به تخلیه ۴۶،۳۳۱ زندانی (که حدود ۳۵،۰۰۰ نفر از آنها یهودی بودند) از اردوگاه اصلی و ۲۲،۵۲۱ زندانی (که حدود ۱۸،۰۰۰ نفر از آنها یهودی بودند) از زیر اردوگاه‌ها انجام شده بود. برنامه‌ریزی پیشین در زیر اردوگاه‌ها احساس نمی‌شد زیرا دستور هوپه به طور کامل آنها را نادیده گرفته بود. نمونه افراطی‌ترین وضعیت زندانیان آن زیر اردوگاه‌ها در شبکه زیر اردوگاه‌های منطقه کالینینگراد (Kenigsberg) بود. بین ۱۵ تا ۲۰ ژانویه، حدود ۷،۰۰۰ زندانی، همه یهودی، از اردوگاه‌های منطقه تخلیه شدند و در اردوگاه کالینینگراد متمرکز شدند. پیشروی جبهه که مسیر عقب‌نشینی زمینی را برای آنها مسدود کرده بود و از دست دادن ارتباط با اردوگاه اصلی، احتمالاً فرماندهی محلی اس‌اس را به تصمیم به انتقال زندانیان به یک معدن متروکه در نزدیکی پالم‌نیکن (Palmnicken) در ساحل دریای بالتیک و تلاش برای کشتن آنها با استفاده از مواد منفجره یا گاز سمی، واداشت، تصمیمی که در نهایت عملی نشد. خروج زندانیان از اردوگاه، آغاز یک راهپیمایی قتل‌آمیز بود که در برف سنگین و سرمای شدید انجام شد. زندانیان بدون تمایز توسط نگهبانان تیراندازی شدند و در طول ده روز راهپیمایی بیش از ۷۰۰ زندانی به قتل رسیدند. در ۳۱ ژانویه، زندانیان به پالم‌نیکن رسیدند، جایی که اعضای اس‌اس زندانیان را به دریا راندند و با مسلسل آنها را کشتند. تنها ۳۳ نفر از آن قتل‌عام وحشتناک نجات یافتند.

### از اردوگاه گروسروزن - فوریه ۱۹۴۵
اسکان موقت هزاران زندانی که به سمت غرب تخلیه شده بودند در اردوگاه گروسروزن و استفاده از آن به عنوان ایستگاه انتقال برای زندانیانی که از آشویتس تخلیه شده بودند، باعث شد که ازدحام در اردوگاه در اواخر ژانویه و اوایل فوریه ۱۹۴۵ به حد غیرقابل تصوری برسد: در کلبه‌های اردوگاه که معمولاً ۱۰۰-۲۰۰ زندانی را در خود جای می‌دادند، اکنون ۳۰۰-۴۰۰ زندانی اسکان داده شده بودند و در چند کلبه بیش از ۱,۵۰۰ زندانی فشرده شده بودند. تنها در ۶ فوریه، دستورها مربوط به تخلیه زندانیان به مقر اردوگاه رسید و در عرض دو روز تخلیه شتاب‌زده اردوگاه آغاز شد. ده‌ها راهپیمایی مرگ از دروازه‌های اردوگاه در طول این تخلیه فاجعه‌بار خارج شدند و حدود ۴۴,۰۰۰ زندانی در طول آن جان خود را از دست دادند. در ۱۳ فوریه ۱۹۴۵، با آزادسازی اردوگاه توسط ارتش سرخ، حدود ۷۰ زندانی که توسط آلمانی‌ها برای پاک کردن آثار اردوگاه باقی مانده بودند، در محل پیدا شدند.

### وضعیت اردوگاه‌ها در مارس ۱۹۴۵
در طول مارس ۱۹۴۵، هاینریش هیملر، فرمانده اس‌اس، و وزیر داخله آلمان اقدامهای دیپلماتیک پیچیده و متناقضی را انجام داد. هیملر که به دنبال جلوگیری از شکست دوگانه آلمان بود، به طور مخفیانه و برخلاف دستورهای آدولف هیتلر، تماس‌های مستقیم و غیرمستقیمی با دیپلمات‌های کشورهای اسکاندیناوی و سوئیس برقرار کرد تا تسلیم آلمان به ارتش‌های غربی را تنظیم کند و بدین ترتیب پیشروی شوروی در شرق را متوقف کند.
در همان زمان، ازدحام و بحران در اردوگاه‌های کار اجباری در خاک آلمان به اوج‌های جدیدی رسید، به دلیل ورود ده‌ها هزار زندانی که از اردوگاه‌های شرق تخلیه شده بودند. در ۱۲ مارس، هیملر به اوسوالد پوهل دستور داد که شخصاً به هر یک از فرماندهان اردوگاه‌ها دستور دهد که قتل یهودیان را متوقف کرده و به آنها مراقبت مناسب ارائه دهند تا آنها را زنده نگه دارند. در اواسط ماه، پوهل به یک سری بازدیدهای سریع از چندین اردوگاه رفت و ریشارد گلیکس (بازرس کل اردوگاه‌های کار اجباری) را به اردوگاه‌ها فرستاد. در عمل، تخلیه‌های اردوگاه‌های کار اجباری مختلف ادامه یافت و این تخلیه‌ها همراه با قتل‌های جمعی تا روز آخر جنگ در اروپا، در اوایل مه ۱۹۴۵، انجام شد.